# Ligamentum longitudinale posterius

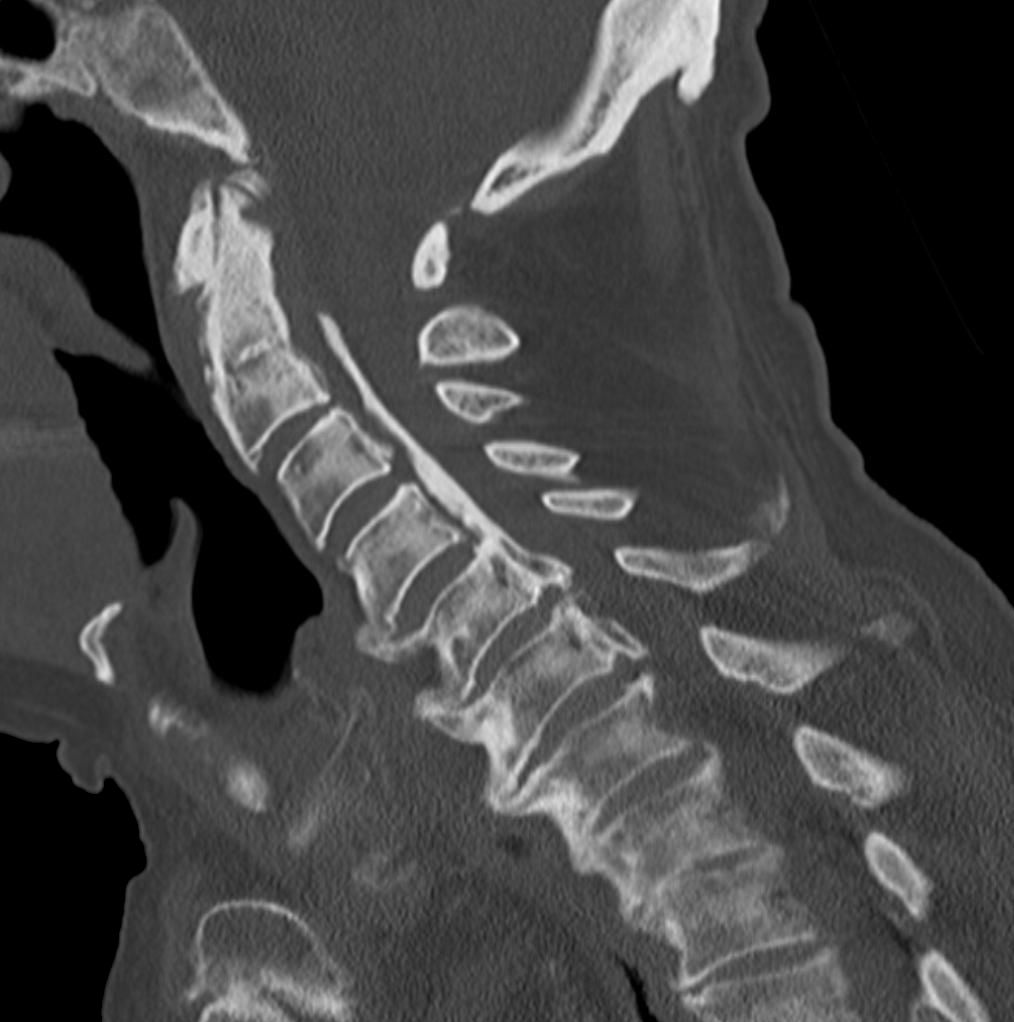
Verknöcherung des Ligamentum longitudinale posterius der Halswirbelsäule in der Computertomographie, sagittale Rekonstruktion. Hierdurch kann es zu einer Einengung des Wirbelkanal kommen.

Das Ligamentum longitudinale posterius („hinteres Längsband“), bei Tieren als Ligamentum longitudinale dorsale („rückenseitiges Längsband“) bezeichnet, ist ein längs verlaufendes Band der Wirbelsäule. Es besteht aus straffem kollagenem Bindegewebe und verbindet die einzelnen Wirbelkörper an deren Hinterseite miteinander und liegt somit innerhalb des Wirbelkanals. Es ist mit den Wirbelkörpern nur lose verbunden, dafür fest mit den Bandscheiben. Es beginnt am zweiten Halswirbel und reicht bis zum Kreuzbein. Vom zweiten Halswirbel geht es kopfwärts in die Membrana tectoria über, die bis zum Hinterhauptsbein reicht. 
Das Ligamentum longitudinale posterius zählt neben dem Ligamentum longitudinale anterius, Ligamentum supraspinale und Ligamentum nuchae zu den langen Wirbelsäulenbändern. Nach einer anderen Einteilung gehört es mit dem Ligamentum longitudinale anterius zu den Wirbelkörperbändern, die den übrigen, den sogenannten Wirbelbogenbändern, gegenübergestellt werden.